# Ronde van Vlaanderen 2015
99. edycja wyścigu kolarskiego Ronde van Vlaanderen odbyła się w dniu 5 kwietnia 2015 roku i liczyła 265 km. Start wyścigu miał miejsce w Brugii, a meta w Oudenaarde. Wyścig figurował w rankingu światowym UCI World Tour 2015.

## Uczestnicy
Na starcie tego klasycznego wyścigu stanęło 25 zawodowych ekip, siedemnaście drużyn jeżdżących w UCI World Tour 2015 i osiem profesjonalnych zespołów zaproszonych przez organizatorów z tzw. "dziką kartą".
| Numery  | Kod | Drużyna                |
| ------- | --- | ---------------------- |
| 1-8     | TRE | Trek Factory Racing    |
| 11-18   | ALM | Ag2r-La Mondiale       |
| 21-28   | AST | Pro Team Astana        |
| 31-38   | BMC | BMC Racing Team        |
| 41-48   | EQS | Etixx-Quick Step       |
| 51-58   | FDJ | FDJ.fr                 |
| 61-68   | IAM | IAM Cycling            |
| 71-78   | LAM | Lampre-Merida          |
| 81-88   | LTS | Lotto Soudal           |
| 91-98   | MOV | Movistar Team          |
| 101-108 | OGE | Orica GreenEDGE        |
| 111-118 | TCG | Team Cannondale-Garmin |
| 121-128 | GIA | Team Giant-Alpecin     |

| Numery  | Kod | Drużyna                      |
| ------- | --- | ---------------------------- |
| 131-138 | KAT | Team Katusha                 |
| 141-148 | LTJ | Team LottoNL-Jumbo           |
| 151-158 | SKY | Team Sky                     |
| 161-168 | TTS | Team Tinkoff-Saxo            |
| 171-178 | AND | Androni Giocattoli-Venezuela |
| 181-188 | BOA | Bora-Argon 18                |
| 191-198 | COF | Cofidis                      |
| 201-208 | MTN | MTN-Qhubeka                  |
| 211-218 | ROO | Team Roompot                 |
| 221-228 | EUC | Team Europcar                |
| 231-238 | TSV | Topsport Vlaanderen          |
| 241-248 | WGG | Wanty-Groupe Gobert          |

## Klasyfikacja generalna
| M-ce | Imię i nazwisko    | Kraj       | Drużyna            | Czas       |
| ---- | ------------------ | ---------- | ------------------ | ---------- |
| 1.   | Alexander Kristoff | Norwegia   | Team Katusha       | 6h 26' 32" |
| 2.   | Niki Terpstra      | Holandia   | Etixx-Quick Step   | + 0"       |
| 3.   | Greg Van Avermaet  | Belgia     | BMC Racing Team    | + 7"       |
| 4.   | Peter Sagan        | Słowacja   | Tinkoff-Saxo       | + 16"      |
| 5.   | Tiesj Benoot       | Belgia     | Lotto Soudal       | + 36"      |
| 6.   | Lars Boom          | Holandia   | Pro Team Astana    | + 36"      |
| 7.   | John Degenkolb     | Niemcy     | Team Giant-Alpecin | + 49"      |
| 8.   | Jürgen Roelandts   | Belgia     | Lotto Soudal       | + 49"      |
| 9.   | Zdeněk Štybar      | Czechy     | Etixx-Quick Step   | + 49"      |
| 10.  | Martin Elmiger     | Szwajcaria | IAM Cycling        | + 49"      |